# Rancho Nuevo, Tamalín
Rancho Nuevo är en ort i Mexiko.   Den ligger i kommunen Tamalín och delstaten Veracruz, i den sydöstra delen av landet, 260 km nordost om huvudstaden Mexico City. Rancho Nuevo ligger 86 meter över havet och antalet invånare är 112.
Terrängen runt Rancho Nuevo är platt åt nordost, men åt sydväst är den kuperad. Runt Rancho Nuevo är det ganska tätbefolkat, med 134 invånare per kvadratkilometer. Närmaste större samhälle är Naranjos, 11,4 km öster om Rancho Nuevo. Omgivningarna runt Rancho Nuevo är en mosaik av jordbruksmark och naturlig växtlighet.